# Čiperka
Čiperka je minerální pramen přírodní uhličité vody chráněný jako přírodní památka v katastrálním území Boněnova u Chodové Plané v okrese Tachov. Nachází se v údolí Kosového potoka asi 1,2 kilometru západně od vesnice na území chráněné krajinné oblasti Slavkovský les.

## Historie
Pramen nikdy nebyl jímán pro komerční účely. Na počátku dvacátého století nedaleko pramene stával altán pojmenovaný podle majitele blízké elektrárny Hanika Quelle. Pramen byl v té době jímán měděným zvonem a potrubím přiváděn k altánu.
Chráněné území poprvé vyhlásila Správa CHKO Slavkovský les dne 9. října 1995. Nově byla přírodní památka vyhlášena nařízením Správy CHKO Slavkovský les ze dne 18. února 2008. Při druhém vyhlášení byla přírodní památka nově zaměřena a zvětšena z původní rozlohy 1 m² na přibližně 590 m².
Přírodní památka je v Ústředním seznamu ochrany přírody evidována pod číslem 1769.

## Přírodní poměry
Chráněné území s rozlohou 0,059 hektaru a nachází se v nadmořské výšce 508 metrů v katastrálním území Boněnov. Zákonem stanovené ochranné pásmo měří 1,34 hektaru.

### Abiotické podmínky
Geologické podloží tvoří prekambrické amfibolity s vložkami krystalických vápenců, které jsou překryté aluviálními náplavy Kosového potoka. V geomorfologickém členění Česka leží lokalita v Tepelské vrchovině, konkrétně v podcelku Bezdružická vrchovina a v okrsku Michalovohorská vrchovina. Širší okolí přírodní památky je tvořeno zbytkem třetihorního zarovnaného povrchu se zlomovými svahy. Okrsek je rozčleněn pravoúhlou sítí údolí s vývěry minerálních pramenů na zlomech. Podle půdní mapy území celé přírodní památky pokrývá kambizem eutrofní, ale v těsném sousedství vývěru se vyskytuje glej typický.
V rámci Quittovy klasifikace podnebí se přírodní památka nachází v mírně teplé oblasti MT3, pro kterou jsou typické průměrné teploty −3 až −4 °C v lednu a 16–17 °C v červenci. Roční úhrn srážek dosahuje 600–750 milimetrů.
Území se nachází v chráněné oblasti přirozené akumulace vod Chebská pánev a Slavkovský les a v ochranném pásmu léčivých zdrojů Mariánských Lázní. Odvodňuje je Kosový potok, který se vlévá do Mže, a patří tedy k povodí Vltavy.

### Pramen
Samotný vývěr kyselky se nachází v údolní nivě asi padesát metrů od břehu potoka na bývalém náhonu zaniklého Lazurového mlýna. Voda z pramene je klasifikována jako vápenato-hořečnatá železnatá, slabě mineralizovaná studená kyselka s obsahem oxidu uhličitého 2390 mg/l a celková mineralizace dosahuje 982 mg/l. Teplota změřená v roce 2013 byla 10,5 °C. Vydatnost pramene se odhaduje na šest litrů za minutu. Vývěr je jímán dutým kmenem, ve kterém je umístěna plastová trubka, jež zajišťuje nastoupání hladiny vody nad úroveň okolního terénu, a umožňuje tak nabírání vody do nádob. Zařízení je chráněné dřevěnou stříškou. V blízkosti se nachází další dva vývěry vyčištěné a upravené v roce 2014 po předcházející povodni Kosového potoka z roku 2013.

### Flóra a fauna
Okolní vegetace patří k fytocenologickému svazu Calthion (pcháčové louky). V chráněném území se nevyskytují zvláště chráněné druhy rostlin ani živočichů. V okolí roste početná populace přesličky luční (Euisetum pratense).

## Přístup
Okolo pramene vede zeleně značená turistická trasa z Michalových Hor do Mariánských Lázní.